# Bembidion renoanum
Bembidion renoanum är en skalbaggsart som beskrevs av Thomas Casey. Bembidion renoanum ingår i släktet Bembidion och familjen jordlöpare. Inga underarter finns listade i Catalogue of Life.